# Sonoita (geslacht)
Sonoita is een geslacht van spinnen uit de familie springspinnen (Salticidae).

## Soorten
De volgende soorten zijn bij het geslacht ingedeeld:
- Sonoita lightfooti Peckham & Peckham, 1903